# والتر نابنهانس
والتر نابنهانس (انگلیسی: Walter Knabenhans؛ زادهٔ ۱۵ فوریهٔ ۱۹۰۶) دوچرخه‌سوار اهل سوئیس است.